# Colonia di Popham

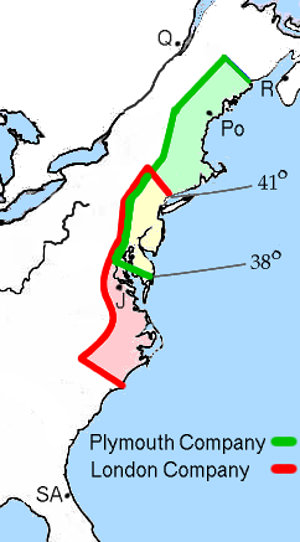
La posizione della colonia corrispondeva all'odierno Maine dove è indicato "Po" sulla mappa. La colonia di Jamestown è indicata con "J".

La Colonia di Popham, anche conosciuta come Colonia di Sagadahoc, fu un breve insediamento coloniale inglese in Nord America. Fu fondata nel 1607 dalla Plymouth Company e si trovava nell'attuale città di Phippsburg, nel Maine, vicino alla foce del fiume Kennebec. Fu fondata pochi mesi dopo il suo più riuscito rivale, la colonia di Jamestown. Quest'ultima fu fondata il 4 maggio 1607 dalla London Company, nell'attuale contea di James City, in Virginia.
La Colonia Popham fu la seconda colonia nella regione che sarebbe poi diventata nota come Nuova Inghilterra. La prima colonia fu l'isola di Saint Croix, vicino a quello che è ora il comune di Calais. (St. Croix Island fu inizialmente insediata nel giugno 1604, poi spostata nel 1605 da Samuel de Champlain nella Baia di Fundy). Popham fu abbandonata dopo soli 14 mesi, apparentemente più a causa della morte dei sostenitori e del primo presidente della colonia che per mancanza di successo nel Nuovo Mondo. La perdita di vite dei coloni nel 1607 e 1608 a Popham fu molto inferiore a quella sperimentata a Jamestown.
La prima nave oceanica costruita dagli inglesi nel Nuovo Mondo fu completata durante l'anno della Colonia Popham e fu navigata attraverso l'Atlantico fino in Inghilterra. Il veliero, chiamato Virginia di Sagadahoc, sembrava essere abbastanza manovrabile e attraversò nuovamente con successo l'Atlantico nel 1609 come parte della missione di rifornimento di nove navi di Sir Christopher Newport a Jamestown. La Virginia sopravvisse a una potente tempesta di tre giorni durante il viaggio, ritenuta essere un uragano, che distrusse la nuova grande ammiraglia Sea Venture della missione a Bermuda.
Il sito esatto della Colonia Popham fu perduto fino al 1888, quando un piano per il sito fu trovato negli Archivi Generali a Simancas, in Spagna. Questo piano corrispondeva esattamente alla posizione a Sabino Head, nei pressi del Popham Beach State Park del Maine. Successive ricerche archeologiche nel 1994 confermarono la posizione e l'accuratezza del piano. Il sito è inserito nel National Register of Historic Places.
| Controllo di autorità | VIAF (EN) 152648056 · LCCN (EN) n2004035434 · J9U (EN, HE) 987007463760005171 |